# Leticia Canales Bilbao
Leticia Canales Bilbao (Bilbao, 2 de marzo de 1995) es una surfista profesional española, campeona de Europa de surf en 2021, y campeona de España absoluta en ocho ocasiones -cuatro de ellas en la categoría absoluta-.

## Trayectoria deportiva
En 2003, Leticia y su hermana gemela Loiola participaron con 8 años en el evento Lear to Surf, donde conocieron a Sofía Mulanovich, Adelina Taylor y otras surfistas profesionales referentes y decidieron iniciarse en el surf de precompetición. En 2005, con 10 años de edad empezaron a viajar y competir a nivel nacional.
En 2006, a los 11 años, la Federación Española le llamó para ir al Mundial de Caparica Junior Sub-18 (Portugal), su padre le dijo que aún era joven, pero fue a su primer Campeonato del Mundo con once años.
De los 11 a los 14 estuvo en el centro de tecnificación. A los 14 años ganó la medalla de bronce con la selección española en el europeo con surfistas de 18 años. En ese momento, fue consciente de que podía tener posibilidades en el surf si se lo tomaba en serio, no solo como un juego.
En 2009, las dos hermanas ya competían a nivel europeo realizando íntegramente el circuito Pro Junior, compitiendo en ciertas pruebas del circuito nacional, circuito vizcaíno y circuito vasco y en las competiciones emblemáticas organizadas por diferentes marcas a nivel nacional o internacional.
A los 16 Leticia se clasificó para el Mundial Sub-21 y es entonces cuando comenzó a entrenar con un entrenador que se dedica cien por cien a crear atletas, y a partir de los 18 se hizo profesional.
El 4 de agosto del 2014 sufrió una grave lesión en su rodilla derecha. Tras regresar a la competición comenzó a cosechar triunfos y buenos resultados que le permitieron entrar en el TOP 25 de la WQS (World Qualifying Series), el mejor ranking español hasta entonces.
En 2015 fue segunda en Pantín y bronce otra vez en el Europeo Open con rodillera. Después del bronce fue al médico y comenzó a buscar ayuda porque su ligamento estaba roto, pero no se veía nada, ni en las resonancias.
En junio de 2016 entrenando para una prueba en El Salvador se rompió el ligamento cruzado lateral. Esa lesión le sirvió para aprender mucho durante un año sin surfear. Con su espíritu de superación, logró reponerse y volver a las competiciones.
Terminó en 25.ª posición en la competición individual del Mundial de Tahara en 2018 y fue una de las integrantes del combinado que ganó la Aloha Cup (competición por equipos). En 2019 mejoró su participación en la competición individual del Mundial de Miyazaki, siendo 15.ª.
El 13 de marzo de 2020, junto antes de parar la competición por la pandemia COVID-19, consiguió el mejor resultado de la historia del surf femenino español: un tercer puesto en el Sydney Surf Pro, terminando la temporada con un décimo puesto en el ranking mundial QS. A finales de 2020 tuvo una complicada lesión en la cadera de la que se operó y recuperó en tres meses de rehabilitación.
En 2021 fue campeona de Europa de surf, con el título continental en las Women’s Qualyfing Series, en el marco de la 34.ª edición del ABANCA Pantín CLassic Galicia Pro 2021, celebrado en Valdoviño (La Coruña).

## Otras actividades
Su padre y su hermana mayor iniciaron en el surf a Leticia y a su hermana gemela Loiola. De no haberse dedicado al surf habría sido jugadora de hockey hierba, su segunda pasión y deporte que también practicó hasta los 14 años, cuando lo dejó para dedicarse al surf. Toda su vida ha estado vinculada al deporte.
Jugó al hockey hierba hasta los 14 años junto a su hermana Loiola, aunque lo dejó para dedicarse al surf.
Durante su lesión en 2016 se alejó del surf y decidió comenzar a estudiar el Grado de Ciencias de la Actividad Física y Deporte en la Universidad de Deusto, que le vino muy bien para conocer la materia de Psicología del Deporte, y empezar a trabajar con profesionales de psicología deportiva. También le sirvió para darse cuenta de que la lesión había venido por un sobrentrenamiento. Y otra satisfacción para ella fue que, en ese tiempo sin competir, mejoró, renovó y evolucionó su técnica de surf.
Le encanta la escalada y tocar el ukelele.

## Palmarés
Algunos de sus triunfos, además de múltiples victorias y pódiums en pruebas nacionales e internacionales.

### Individual
Campeona de España en ocho ediciones.
- 2013
  - 2013 Pro Junior ASP Canarias.[12]

- 2015
  - 2015 Campeona del Pro-Junior Sopela.[13]
  - 2015 Segunda en el Pantín Classic Galicia Pro.[14]
  - 2015 Tercera en el Campeonato de Europa de surf - Casablanca (Marruecos)[15]

- 2020
  - 2020 10.ª en el ranking mundial QS.[5]
  - 2020 Tercera QS Sydney Surf Pro (mejor resultado de la historia del surf femenino español).[5]

- 2021
  - 2021 Campeona de Europa de Surf - ABANCA Pantín CLassic Galicia Pro, La Coruña.[9]

### Selección nacional
Forma parte del equipo nacional para representar la selección española en los Europeos y Mundiales.
- 2009
  - 2009 Medalla de bronce con la selección española en el europeo con surfistas de 18 años.
- 2018
  - 2018 Medalla de oro con la selección española en el Aloha Cup (ISA Surfing Games).[16]

## Premios y reconocimientos
- 2021 Una de las mejores deportistas de Bizkaia, galardones patrocinados por el Ayuntamiento de Bilbao, BBK y Diputación Foral de Bizkaia.[17]